# フォードウィッチ
フォードウィッチは、イングランド最小のタウンと言われ、人口は300人ほどである。この村はストゥーア川のケント州にあり、カンタベリーの北西に位置している。
この村はカンタベリーに向かう海運の港として中世に発達した。後にシンク・ポート（訳注：ケントの海運組合）の出先機関になった。1880年に首長が置けなくなり自治都市としての機能を失うと町としての権限を失った。しかし、1972年に再興され、現在ではケントの寒村地域として最重要地であるとされたために再びフォードウィッチは町としての機能が与えられた。イングランド最小と推定されるフォードウィッチ村役場は、1555年に建造された古くからある建造物である。
フォードウィッチは（アイザック・ウォルトンによると）有名なフォードウィッチ鱒の生息地になっている。しかし、フォードウィッチ鱒は今では釣り人に魅力のある魚ではなくなっている。